# Günther Festerling
Günther Festerling (* 5. Januar 1935 in Elbing (Westpreußen); † 8. Januar 2018 in Griesstätt) war ein deutscher Reitmeister.

## Leben
Seit frühester Kindheit hatte Festerling durch seinen Vater, einen Offizier der Kavallerie, Kontakt zu Pferden. Sein Vater wurde nach Ulm versetzt und Festerling dort eingeschult. Er lebte in Beeskow in Brandenburg, dann, kurz vor Kriegsende in Wernigerode im Harz, ab 1984 im Emsland. Anschließend zog die Familie in die Lüneburger Heide, wo er eine Landwirtschaftslehre absolvierte. Danach begann er eine Tätigkeit als Berufsreiter. Seine Berufsreiterprüfung bestand er im Jahre 1956. Er war in Stuttgart und Tübingen als Reitlehrer tätig. In Trossingen lernte er seine Frau Josefa aus Griesstätt kennen und heiratete sie im Jahre 1962. Die Familie hat zwei Töchter. Die Prüfung zum Reitmeister legte er im Jahre 1964 ab. Danach zog er mit seiner Familie in das oberbayerische Griesstätt und betrieb dort eine Reitanlage. Er leitete von 1972 bis 1976 die Deutsche Reitschule in Warendorf und danach die Bayerische Landesreit- und Fahrschule. Ab 1980 führte er wieder seinen eigenen Ausbildungsstall.

## Trainerkarriere
Festerling setzte sich für die Ausbildung des Berufsreiternachwuchses ein und war Vorsitzender des Prüfungsausschusses für Berufsreiter in Bayern.
Er war Vorstandsmitglied im Deutschen Reiter- und Fahrerverband (DRFV), in der Bundesvereinigung der Berufsreiter und -fahrer (BBR) und im Ausschuss Ausbildung der Deutschen Reiterlichen Vereinigung (FN). Das Motto der Bundesvereinigung, „Dem Sport verbunden, dem Pferde verpflichtet“, stammt von ihm.
Er wurde im Jahre 1972 mit dem Deutschen Reiterkreuz in Gold der FN ausgezeichnet und war der erste Träger der Felix-Bürkner-Ehrenmedaille.